# Achelia mixta
Achelia mixta là một loài nhện biển trong họ Ammotheidae. Loài này thuộc chi Achelia. Achelia mixta được miêu tả khoa học năm 1994 bởi Stock.